# Castro de San Mamede
El Castro de Sanamede es un castro de origen vetón situado en el término municipal de Villardiegua de la Ribera, en la provincia de Zamora, comunidad autónoma de Castilla y León, España.
En el citado paraje han sido encontrados restos prerromanos, romanos y visigodos.
Se localiza junto al río Duero, dentro de la demarcación del parque natural de Arribes del Duero.